# Micaela Antonia Rivera de Soto
Micaela Antonia Rivera de Soto (Hincha, 5 de julio de 1785 - El Seibo, 12 de diciembre de 1854) fue la primera dama de la República Dominicana durante las presidencias de Pedro Santana. Fabricó cartuchos para los soldados dominicanos en la primera guerra de independencia. Colaboró  de manera económica con la compra de los buques que defendieron la costa quisqueyana y asistió a los heridos de guerra acompañada de su hija.

## Historia
Micaela Antonia de Rivera nació el 5 de julio de 1785 en la histórica villa de Hincha, República Dominicana fruto de la unión matrimonial de Pedro de Rivera y Antonia de Soto. A la edad de 20 años, Micaela se casó con Miguel Febles, destacado soldado de la batalla de Palo Hincado, quienes procrearon tres varones: Ramón, Secundino, Miguel y una hembra Froilana.
Tanto la familia de Miguel Febles Vallenilla como la de Micaela Antonia Rivera de Soto eran muy ricas. El matrimonio los convirtió en una de las familias más poderosas económicamente del país. Su posterior unión con los Santana Familias fue decisiva para la materialización de la Independencia y para el mantenimiento del ejército en contra de los intentos haitianos de reconquistar la ocupación del territorio dominicano.
Rivera Soto era propietaria de extensos hatos cuando en 1828 contrajo segunda nupcias con el general Pedro Santana Familias, luego de la muerte de su primer esposo, sin dejar descendencia. Micaela y su hija Froilana Febles (esposa de Ramón Santana, el hermano gemelo de Pedro) sobresalieron fabricando cartuchos para los soldados seibanos que formaron parte del ejército que derrotó a los haitianos en las primeras batallas de la independencia dominicana. Además de que entregó sus más valiosas prendas para pagar los primeros buques que navegarían en aguas de República Dominicana, formando la flotilla encargada de la defensa de las costas dominicanas.
Micaela Rivera, junto a su hija, también sirvió de informante a Pedro Santana y los hombres que le acompañaban mientras estos se mantenían oculto planificando el ataque independentista.
Micaela Rivera Soto murió en la provincia de El Seibo el 12 de diciembre de 1854.